# Deveroïta-(Ce)
La deveroïta-(Ce) és un mineral de la classe dels compostos orgànics. Rep el nom en reconeixement de la vall de Devero i al Parc Natural de Devero, on es troba la seva localitat tipus.

## Característiques
La deveroïta-(Ce) és un mineral orgànic de fórmula química Ce₂(C₂O₄)₃·10H₂O. Va ser aprovada com a espècie vàlida per l'Associació Mineralògica Internacional l'any 2013. Cristal·litza en el sistema monoclínic. La seva duresa a l'escala de Mohs es troba entre 2 i 2,5.

## Formació i jaciments
Va ser descoberta a l'àrea del mont Cervandone, a l'Alpe Devero, dins la localitat de Baceno, a la província de Verbano-Cusio-Ossola (Piemont, Itàlia). També ha estat descrita a la mina Kodanda Rama, situada dins el districte de Nellore (Andhra Pradesh, Índia). Aquests dos indrets són els únics de tot el planeta on ha estat descrita aquesta espècie mineral.